# Neuratelia
Neuratelia is een muggengeslacht uit de familie van de paddenstoelmuggen (Mycetophilidae).

## Soorten
- N. abrevena Garrett, 1925
- Neuratelia altoandina Henao-Sepúlveda & Amorim, 2019[2]
- Neuratelia colombiana Henao-Sepúlveda & Amorim, 2019[2]
- N. coxalis (Coquillett, 1905)
- N. desidiosa Johannsen, 1912
- N. distincta (Garrett, 1925)
- Neuratelia elegans (Lane, 1948)
  - =[2] Eudicrana elegans Lane, 1948[3]
  - = Neuratelia sapaici Lane, 1952[4]
- N. eminens Johannsen, 1912
- N. flexa Van Duzee, 1928
- N. grandis Garrett, 1925
- N. insignifica Shaw, 1941
- N. minor (Lundstrom, 1912)
- N. nemoralis (Meigen, 1818)
- N. nigricornis Edwards, 1941
- N. obscura Garrett, 1925
- N. sayi (Aldrich, 1897)
- N. scitula Johannsen, 1912
- N. scituloides Shaw, 1941
- N. silvatica Johannsen, 1912
- N. sintenisi Lackschewitz, 1937
- N. spinosa Matile, 1974
- N. subulata Zaitzev, 1994